# Union Pacific Salt River Bridge
Die Union Pacific Salt River Bridge, auch Arizona Eastern Railroad Bridge, ist eine eingleisige Eisenbahnbrücke über den Tempe Town Lake in Tempe, Arizona.

## Geschichte

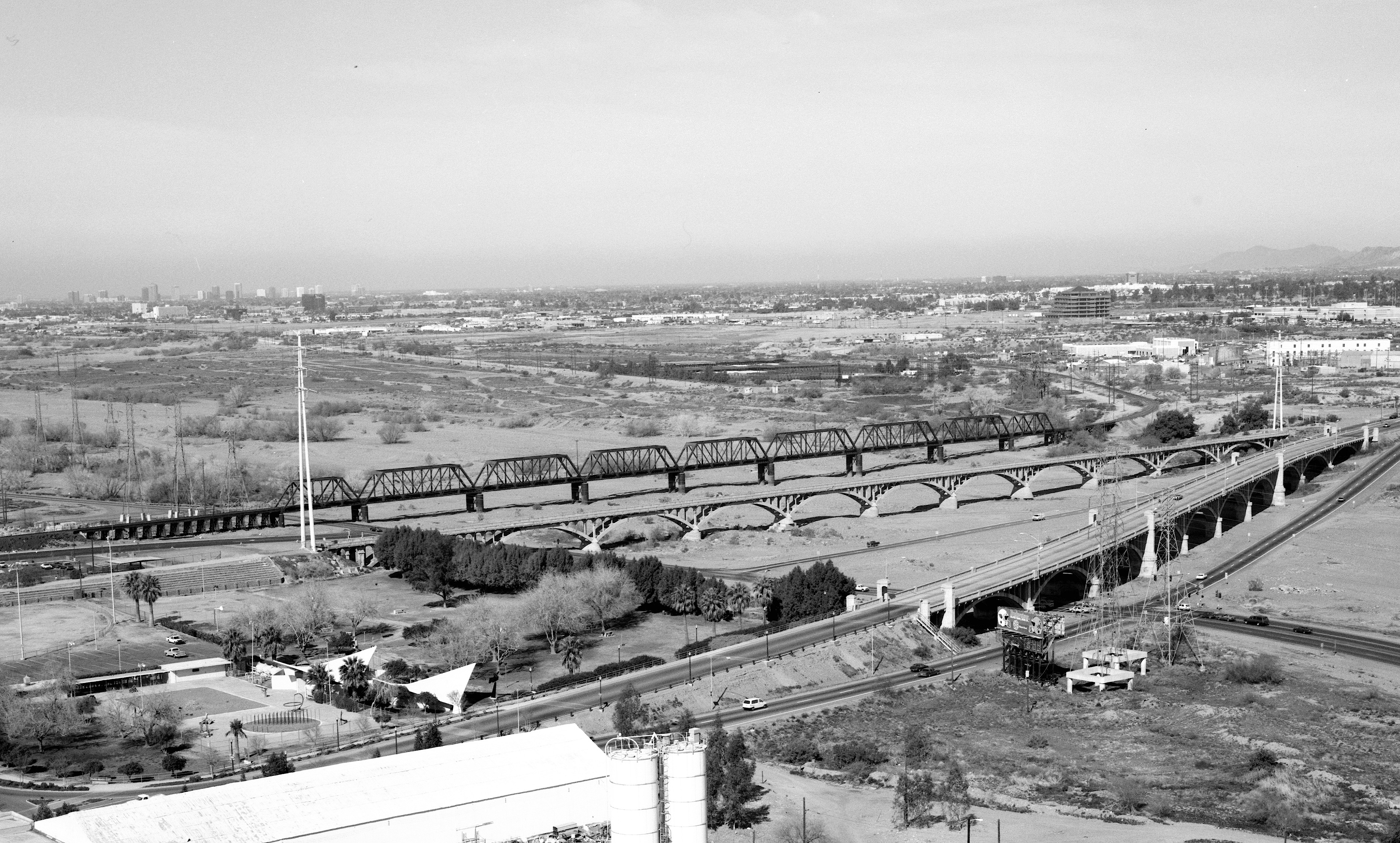
Die Eisenbahnbrücke über den Salt River 1989, davor die Ash Avenue Bridge (erbaut 1911–1913, abgerissen 1991) und die Mill Avenue Bridge (1931)

Die Fachwerkbrücke wurde um 1912 von der Arizona Eastern Railroad errichtet. Sie ersetzte eine Brücke der Maricopa and Phoenix Railroad von 1905, deren Vorgängerbauwerke bis ins Jahr 1887 zurückreichen. Die Arizona Eastern Railroad wurde 1955 Teil der Southern Pacific Railroad, die 1996 in der Union Pacific Railroad (UP) aufging. Ursprünglich überspannte die Brücke den Flusslauf des namensgebenden Salt River, der oberhalb der Stadt Tempe seit 1999 zum etwa drei Kilometer langen Tempe Town Lake aufgestaut ist.
In den frühen Morgenstunden des 29. Juli 2020 entgleisten mehrere Wagen eines Güterzuges der UP am Südende der Brücke und brachten den letzten Fachwerkträger über dem Rio Salado Parkway zum Einsturz. Die teilweise mit Holz beladenen Wagen fingen Feuer, das sich über weitere Teile der Brücke ausbreitete. Der folgende Fachwerkträger wurde durch das Feuer so stark beschädigt, dass er einige Tage später gesprengt werden musste. Der beschädigte Teil der Brücke wurde bis Mitte August 2020 durch die UP neu errichtet.

## Beschreibung
Die Stahl-Fachwerkbrücke erstreckt sich in Nord-Süd-Richtung und besteht aus neun parallelgurtigen Pratt-Fachwerkträgern (engl. pratt truss; ein Ständerfachwerk mit teils gekreuzten Querverstrebungen, benannt nach den Erfindern Caleb und Thomas Willis Pratt). Die sieben mittleren haben eine Länge von 150 ft (45,7 m) und die zwei kürzeren an den Außenseiten 30 ft (9,1 m). Einschließlich zweier Trestle-Brücken aus Holz an den Zufahrten ergibt sich eine Gesamtlänge von 1.291 ft (393,5 m).
Unmittelbar östlich der Brücke verläuft die Metro Light Rail Bridge.